# Batajnica
Batajnica (szerbül Батајница / Batajnica) falu Szerbiában, Belgrád közelében, a belgrádi agglomeráció része.

## Fekvése

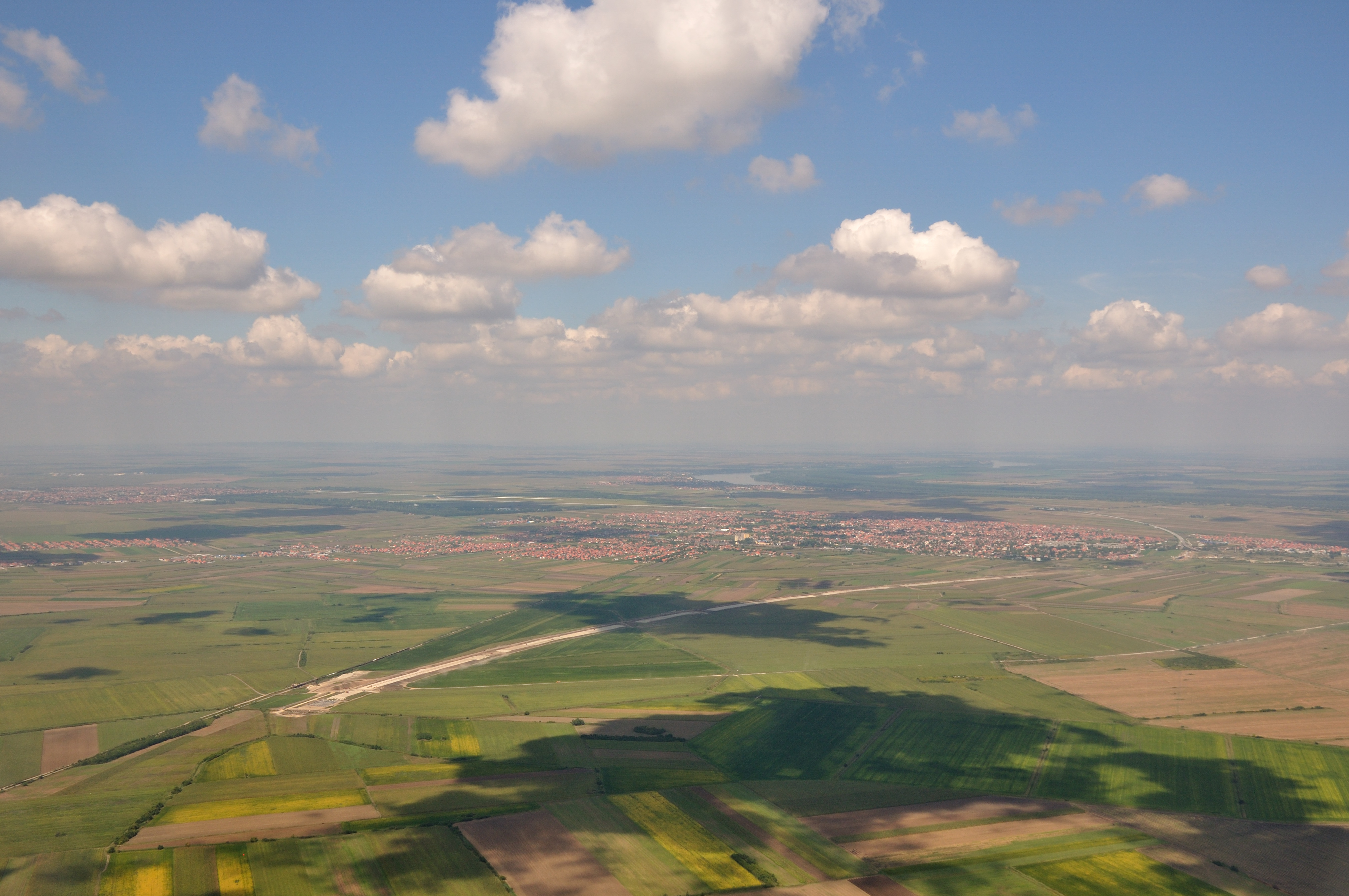
Légifotó

A Duna jobb oldalán található, egy kisebb domb választja el a folyótól. Belgrádtól 19 km-re északnyugatra fekszik. Szomszédos települések Újpazova 7 km-re északnyugatra és Ugrinovci 8 km-re délnyugatra

## Története
Dénes nádorispán 1165-ben döntő győzelmet aratott itt Branász Mihály, a szerémségi bizánci görög vezér felett, és az elesett görögök fölé egy máig is látható, 20 méter magas dombot hányatott. Mikor a Manuél Komménosz görög császár által küldött Andronikosz Kontosztefanosz hadai e dombhoz értek, lovaikról leugrálva esküdtek meg, hogy bosszút állnak az elesettekért.
Erre 1167. július 8-án ugyanitt adódott alkalom, Andronikosz győzelmet aratott Dénes nádor seregei felett. 800 vitéz, köztük 5 comes került a görögök hatalmába. A magyarok azonban még az éjjel segítséget nyertek, mire a görögök sietve átkeltek a 12 kilométernyi távolságban lévő Száván. A nép ma is Batajnižko polje, azaz csatamező néven ismeri a sírdomb környékét.
A trianoni békeszerződésig Szerém vármegye Zimonyi járásához tartozott, ezután a délszláv állam része lett. 
1923-ban repülőtér épült, amely részben katonai, de 1926-tól már civil járatokat is indítottak innen a legközelebbi nagyobb városokba. A második világháborút megelőző években a Jugoszlávia modernebb francia és angol gyártmányú vadászgépeket kapott Belgrád védelmére, amelyek szintén Batajnicán állomásoztak. Ezek a gépek szembeszálltak a németek 1941. április 6-án végzett légitámadásával (106 gép német oldalon, 16 védővel szemben)de a túlerő elsöpörte az ellenállást. Ma is állnak az akkori légi harcokban elesett pilóták névsorai a repülőtér bejáratánál, amelyet meg is koszorúznak április 6-án minden évben.
2001 júliusában Batajnica mellett vélhetően szerbek által meggyilkolt albánok tömegsírját találták. Több áldozat hét éven aluli volt. A környéken további négy-öt tömegsírban több mint nyolcszáz albán áldozatot találtak. A felfedezés megrázta a világot, és segített azt Szlobodan Milosevics ellen hangolni, akit épp eközben kísértek a hágai nemzetközi bíróság elé.
Batajnica Belgrád repülőterének is a neve. Bár ez inkább Újpazovához esik közelebb, mert annak határán helyezkedik el. Az 1999-es NATO-bombázások alkalmával ezt a katonai repteret is bombázták és a mostani műholdképek tanúsága szerint az egyik kifutót még mindig kráterek borítják. A reptér jelenleg is használatban van és időnként a katonai gépek is gyakorlatoznak a környéken. A reptér bejáratánál egy régi használaton kívüli MiG–21M repülőgép látható. Ez közvetlenül a Batajnica és Újpazova közötti autóút mellett van.

## Lásd még
- Batajnica légibázis